# Ed, Värnamo
Ed är en herrgård i Voxtorps socken i Värnamo kommun, belägen mellan sjöarna Furen och Flåren.
Ed tillhörde i början av 1400-talet Birger Trolle och förstördes under Engelbrektsfejden av Herman Berman 1434. Gården återuppbyggdes dock och Arvid Trolle var tidvis bosatt här. 1501 intogs dock gården och brändes ned av Stureanhängare. Den innehades senare av Libert Rosenstierna och övergick 1783 till den borgerliga släkten Monthan. 1842 såldes gården till grosshandlaren Leonard Jonathan Lindström, som lät uppföra den nuvarande säteribyggnaden.